# SJ AB
SJ AB（エスイー・アーベー、Statens järnvägar aktiebolag : 国家鉄道株式会社）は、スウェーデンの国鉄線における旅客鉄道事業を行う国有企業である。日本語では、スウェーデン国鉄、スウェーデン鉄道とも呼ばれている。

## 概要
スウェーデンの国鉄（SJ : Statens Järnvägar, 国家鉄道）は王立鉄道委員会（Kungl. Järnvägsstyrelsen）が国営事業として運営していたが、スウェーデン政府は1988年に産業省所管のBanverket（線路管理局）を設立して国鉄線の保有管理事業を切り離したのを皮切りに、王立鉄道委員会所管の現業事業について2001年1月1日までにSJ ABなど以下の7国有会社に分割した。王立鉄道委員会は国鉄事業切り離し後の2004年に産業省鉄道委員会に改組されたあと、2009年に同省所管の他の運輸行政監督官庁と統合されて産業省運輸委員会（Transportstyrelsen）に改組された。また線路管理局は2010年に道路管理などの他の機関と統合して産業省交通局（Trafikverket）に改組されることが決まっている。
- SJ AB（国家鉄道株式会社、旧国鉄旅客部門）旅客列車運行事業体。
- Green Cargo AB（グリーン・カーゴ株式会社、旧国鉄貨物部門）貨物列車運行事業体。
- Euromaint AB（ユーロメイント株式会社、旧国鉄機械事業部門および技術部門）鉄道工場および車両保守点検事業体。
- Interfleet Technology AB（インターフリート・テクノロジー株式会社、旧社名TrainTech Engineering AB、旧国鉄機械事業部門および技術部門）鉄道技術開発事業体。
- Unigrid AB（ユニグリッド株式会社、旧国鉄データ部門）IT事業体、のちノルウェーのEDBビジネスパートナー社が買収。
- Jernhusen AB（イェルンフセン株式会社、旧国鉄不動産部門）不動産および国鉄線駅舎管理事業体。
- TraffiCare AB（トラフィケア株式会社、旧国鉄ターミナル営業部門および清掃部門）ターミナル駅構内営業事業および列車清掃事業体。

このうちSJ ABの営業する路線は、スウェーデン南部を幅広くカバーしており、ストックホルム、ヨーテボリ、マルメなどの主要都市間には、同社を代表する高速列車X2000が運行されている。営業範囲は国内のみならず、デンマークの首都コペンハーゲン、ノルウェーのオスロへ向かう国際列車もX2000にて運行されている。

## 主要路線
- スナッブトーグ(Snabbtåg) X2000及びX50を使用
  - ヴェストラ・スタンバナン線：ストックホルム中央駅 - ヨーテボリ
  - ストックホルム中央駅 - マルメー - コペンハーゲン
  - ノルラ・スタンバナン線：ストックホルム中央駅 - ウプサラ - イェヴレ - スンツヴァル
  - ストックホルム中央駅 - カールスタッド - オスロ
  - マルメー - ヨーテボリ

- インターシティ(InterCity)
  - ストックホルム中央駅 - ウプサラ - ボルレンゲ - モーラ
  - ストックホルム中央駅 - ウプサラ - ボルレンゲ - ファールン

- ナットトーグ(Nattåg)
  - ストックホルム中央駅 - スンツバル - ウーメオー - キールナ - ナルヴィーク
- レギオナールトーグ(Regionaltåg)
  - 都市間を結ぶ中距離列車。インターシティよりも狭い範囲で運行されているが、近郊電車(Pendeltåg)よりも広い範囲の旅客輸送を担う。

## 現有車両
電車列車の割合が増え、機関車けん引の客車列車は少なくなりつつある。
電車
- X12形など
- X2 (X2000)
- X40形
- Regina

電気機関車
- Rc形

気動車
Y31・Y32形
ディーゼル機関車
客車
- B7系

## 過去の車両
所有者が変わったものや定期営業運転からは退いたものの観光用などで残されている（いわゆる動態保存）の車両も含む。
電気機関車
- Ra形（一部に動態保存あり）
- Rb形
- D形（一部に動態保存あり）
- F形
- Dm3形（現在はMtab所属、オーフォート鉄道用）
  - Da形（Mtabに移管、全廃）
  - Dm形（Mtab移管、全廃）
- U形

ディーゼル機関車
- T44形（現在はグリーン・カーゴ所属）
- T43形

電車
- X9形
- X16形
  - X17形

気動車
- Y6形
  - Y7形
  - Y8形